# Ödön Széchenyi
Le comte Ödön Széchenyi de Sárvár-felsővidék né à Presbourg le 14 décembre 1839 et mort à Constantinople le 24 mars 1922, fils cadet du comte István Széchenyi et de la comtesse Crescence (Louise) Seilern-Aspang, petit-fils du comte Ferenc Széchényi, est le fondateur du service d'incendie hongrois et pacha de l'Empire ottoman.

## Biographie
Ödön eut 9 ans au moment de l'échec de la guerre d'indépendance hongroise. Il rendit souvent visite à son père à Döbling. Il se sentit attiré très tôt par la technique, se passionna pour la navigation et la mécanique navale. Plus tard, il travailla sur les bateaux hongrois et internationaux, reçut une formation de navigateur et obtint le permis de navigation reconnu à travers toute l'Europe. 
Après la mort de son père, il s'installa à Pest et suivit les traces de son père. Il devint le président du comité pour la création du Théâtre populaire de Buda et fut membre actif du comité de l'Association nationale du yachting. Pour attirer plus d'adeptes du yachting, il composa des morceaux de musique tels que le quatuor Régate, la polka Hableány (Syrène), la valse Katinka, etc. Il fonda le Groupement commercial et industriel hongrois ainsi que la Première société hongroise de voyageurs.

## Fondation du service d'incendie hongrois
En 1860, un incendie se déclara à Nagycenk puis à Fertőszentmiklós. 98 maisons furent détruites par le feu. Széchenyi participa à l'extinction du feu et fut très touché par la détresse des gens et par les dégâts considérables.
En 1862, il fut nommé vice-commissaire du gouvernement hongrois et participa à l'Exposition universelle à Londres. Il reçut une formation de pompiers dans la capitale anglaise. Széchenyi fut promu au grade de brigadier, obtint le certificat de pompier. Puis il étudia l'organisation des pompiers et les dispositions du service de sécurité incendie dans différents pays européens. 
En 1863, il élabora le projet de statut du Corps des pompiers bénévoles de Pest et se chargea personnellement de la cueillette de fonds. L'écrivain français Alexandre Dumas, qui effectua une visite en Hongrie, contribua avec 110 franc français à ce projet humanitaire et utilitaire. Széchenyi lui offrit une épée de parement. Le service des pompiers bénévoles dont il devint le commandant démarra officiellement en 1870 à Pest. L'Union nationale des pompiers bénévoles fut fondée en 1871. 

## Traversée de l'Europe par voie fluviale

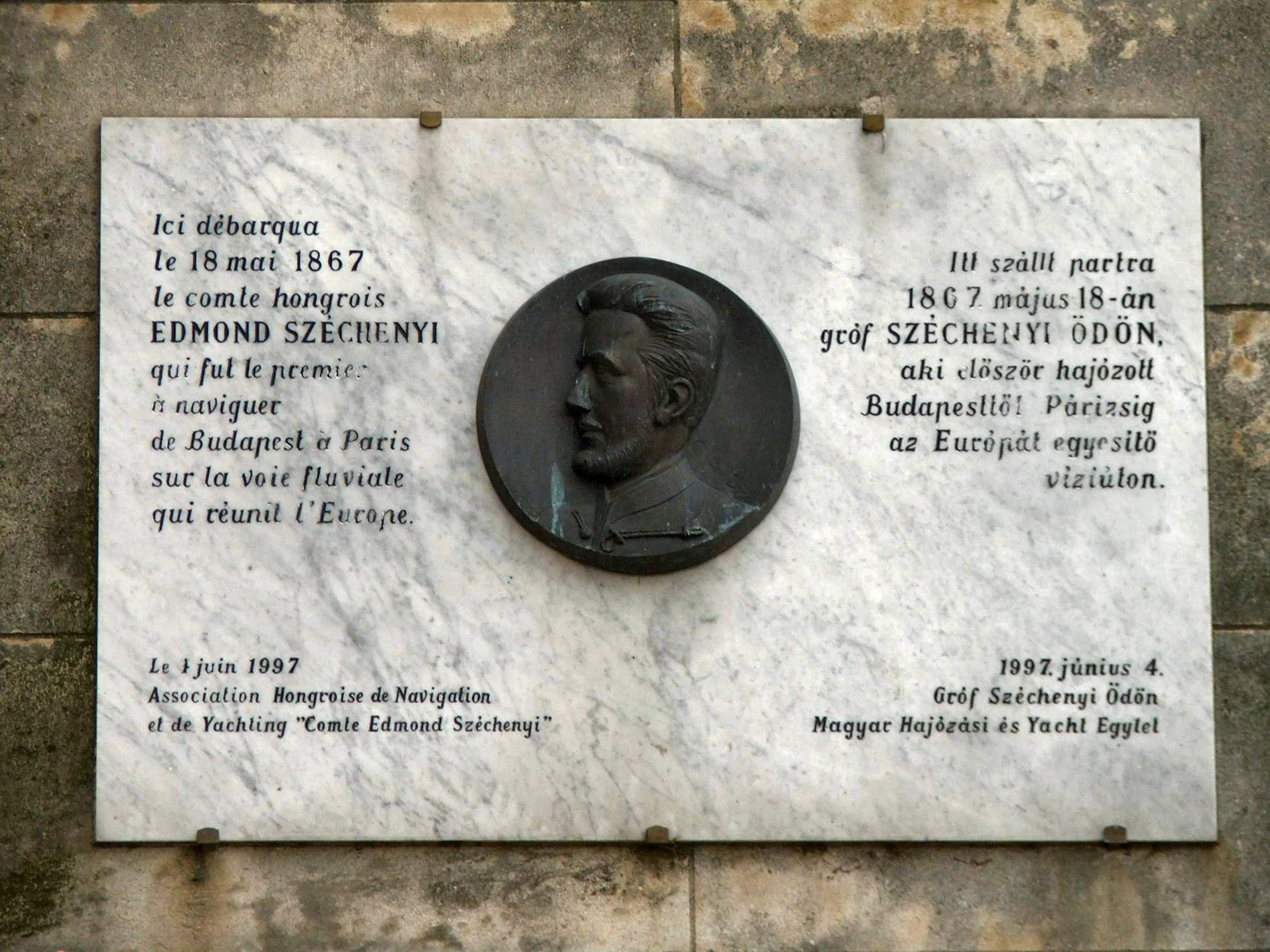
Plaque commémorative au pied de la tour Eiffel, port de Suffren, sur la rive de la Seine.

Széchenyi étudia les voies fluviales de l'Europe dans la perspective de relier la mer Noire à l'Océan Atlantique. L'aménagement d'une voie fluviale internationale fut le rêve de son père. Au bord du vapeur Hableány (Syrène) conçu par Széchenyi et fabriqué en Hongrie, il remonta avec Alajos Folmann le Danube, puis le Main, le Rhin, la Marne et la Seine. Ils arrivèrent à Paris pour participer à l'Exposition universelle en 1867. À leur arrivée, ils furent salués par Jules Verne. Ils furent les premiers à traverser l'Europe par voie fluviale. Napoléon III et l'impératrice Eugénie firent un petit tour sur la Seine à bord du vapeur. Le bateau reçut une médaille d'or à l'Exposition universelle et Széchenyi fut décoré par Napoléon III de la Légion d'honneur. L'exploit de la traversée fut répété par une équipe de sportifs hongrois 110 ans plus tard.

## Construction de funiculaire
En tant que membre du conseil des travaux publics, il fut le promoteur de la construction du funiculaire à vapeur de Budavár sur le Mont de château. Inauguré le 2 mars 1870, ce deuxième funiculaire de l'Europe fonctionna jusqu'à 1944. Il fut rouvert en juin 1986.
Le chemin de fer à crémaillère de Svábhegy conçu par Niklaus Riggenbach fut inauguré le 24 juin 1874 à Buda. 
Széchenyi eut l'idée de construire des foyers d'ouvriers, de remplacer le tramway à cheval par la voiture à vapeur. Il fut aussi le promoteur de la télégraphie privée en Hongrie.

## Invitation àIstanbul
Le sultan Abdulaziz chargea Széchenyi en 1874 de constituer le corps des pompiers à Istanbul. En 1878, il fut promu colonel par le sultan Abdülhamid II, puis en 1880 il accéda au rang de pacha de l'Empire ottoman. En 1899, il fut décoré du Grand ruban de l'ordre de l'Osmanie. Il fut nommé commandant en chef des régiments de pompiers et du bataillon de marins-pompiers ainsi que général commandant de la Turquie impériale. 
Ödön Széchenyi fut enterré au secteur catholique du cimetière chrétien Feraköy à Istanbul.

## Galerie

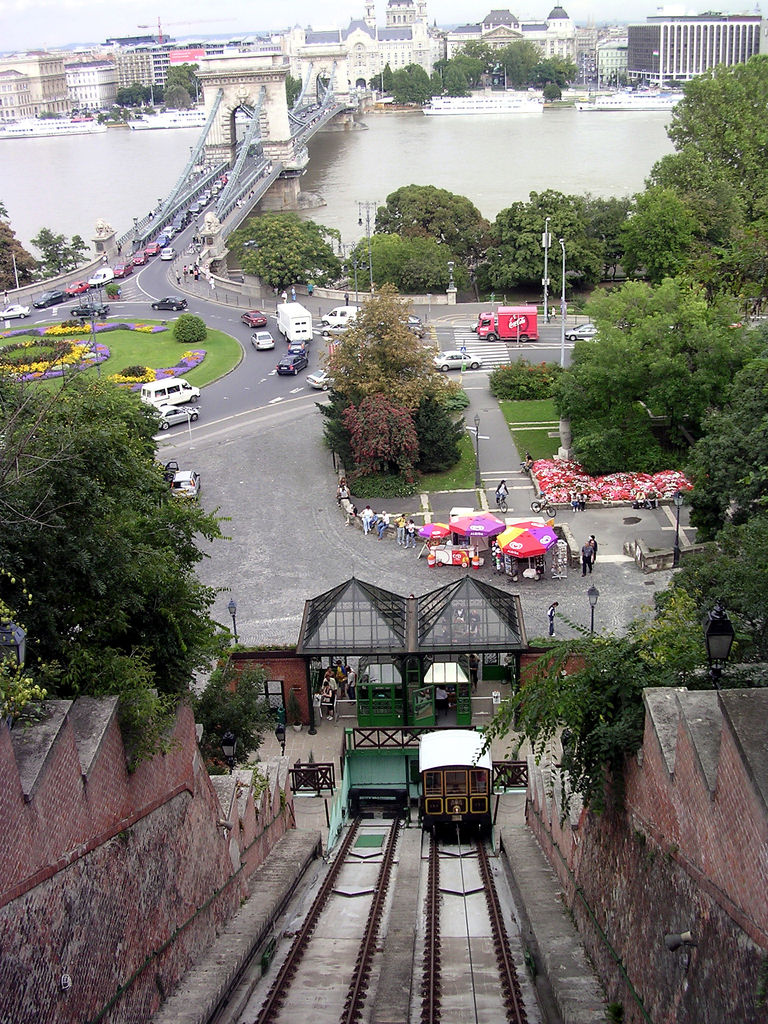
Funiculaire en face du Pont à chaînes.
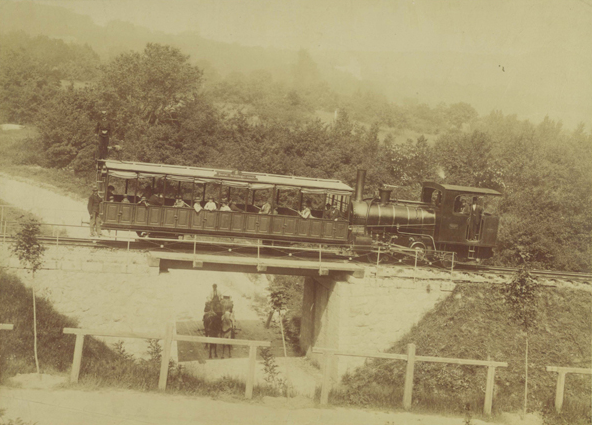
Chemin de fer à crémaillère vers 1890.
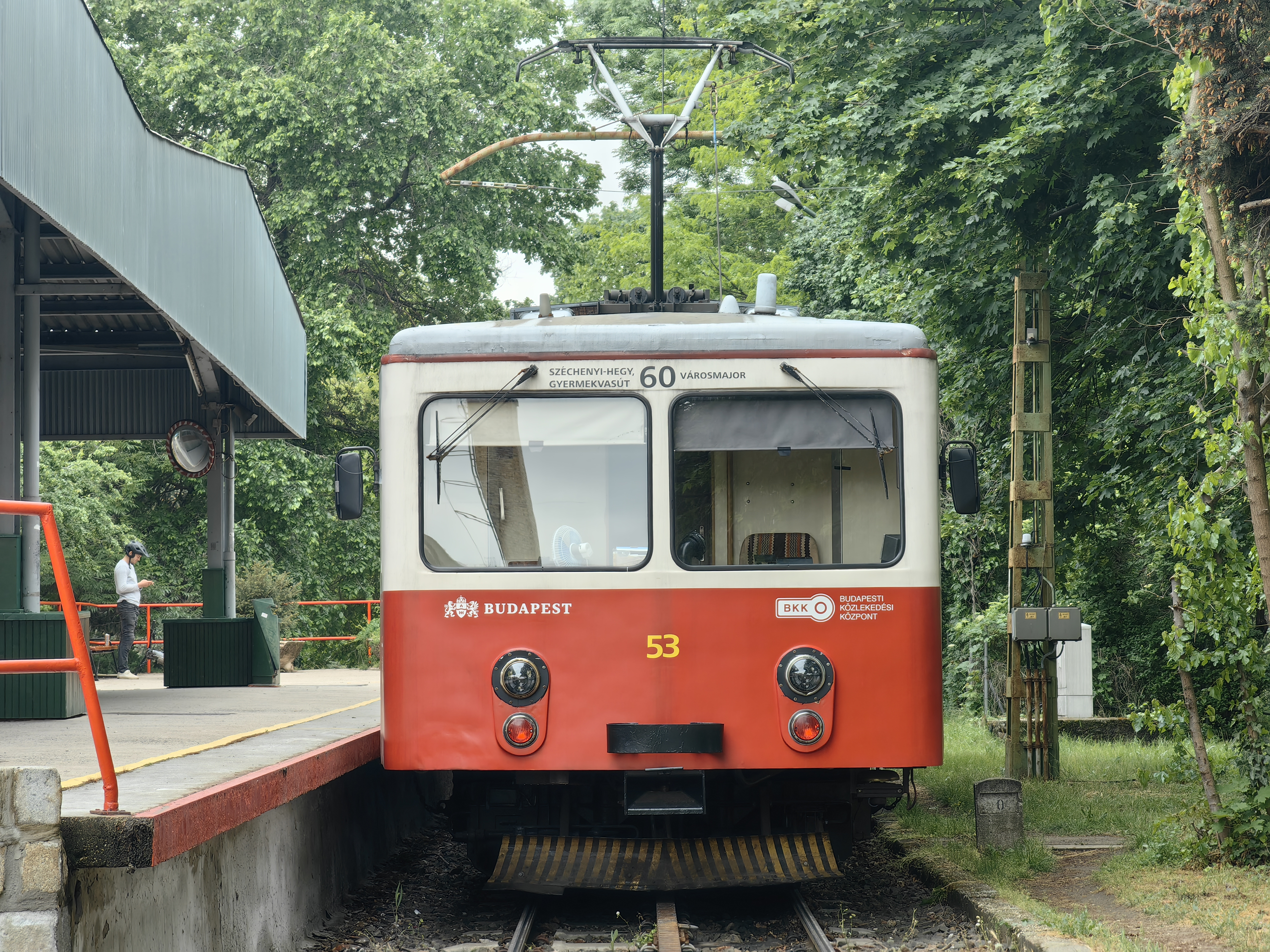
Chemin de fer à crémaillère en 2006.